# Uebigau-Wahrenbrück

Uebigau-Wahrenbrück est une ville de Brandebourg (Allemagne), située dans l'arrondissement d'Elbe-Elster.

## Démographie
- Développement de la population dans les limites actuelles. -- Ligne bleue: Population; Ligne pointillé: Comparaison avec le développement de Brandebourg -- Fond gris: Période du régime nazie; Fond rouge: Période du régime communiste
- Évolution recente (ligne bleue) et prévisions sur l'effectif de résidents

| Année | Population |
| ----- | ---------- |
| 1875  | 6 311      |
| 1890  | 6 667      |
| 1910  | 7 470      |
| 1925  | 8 253      |
| 1933  | 8 137      |
| 1939  | 8 206      |
| 1946  | 11 773     |
| 1950  | 11 524     |
| 1964  | 8 942      |
| 1971  | 8 743      |

| Année | Population |
| ----- | ---------- |
| 1981  | 7 707      |
| 1985  | 7 556      |
| 1989  | 7 359      |
| 1990  | 7 264      |
| 1991  | 7 109      |
| 1992  | 7 066      |
| 1993  | 7 023      |
| 1994  | 7 027      |
| 1995  | 6 922      |
| 1996  | 6 948      |

| Année | Population |
| ----- | ---------- |
| 1997  | 6 959      |
| 1998  | 6 913      |
| 1999  | 6 915      |
| 2000  | 6 845      |
| 2001  | 6 727      |
| 2002  | 6 624      |
| 2003  | 6 550      |
| 2004  | 6 521      |
| 2005  | 6 392      |
| 2006  | 6 259      |

| Année | Population |
| ----- | ---------- |
| 2007  | 6 145      |
| 2008  | 6 007      |
| 2009  | 5 892      |
| 2010  | 5 769      |
| 2011  | 5 755      |
| 2012  | 5 717      |
| 2013  | 5 598      |
| 2014  | 5 532      |
| 2015  | 5 462      |
| 2016  | 5 324      |

| Année | Population |
| ----- | ---------- |
| 2017  | 5 321      |
| 2018  | 5 245      |
| 2019  | 5 206      |
| 2020  | 5 233      |

## Personnalités liées à la ville
- August Friedrich Graun (1698-1765), compositeur né à Wahrenbrück.
- Hans Moritz von Brühl (1736-1809), astronome né à Wiederau.
- Heinrich von Blumenthal (1765-1830), homme politique mort au château de Neudeck (de).
- Albert von Blumenthal (1797-1860), général né au château de Neudeck (de).